# Moteur à caoutchouc

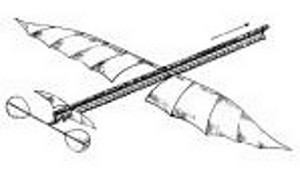
Modèle réduit d'avion à moteur en caoutchouc Planophore d'Alphonse Pénaud, France 1871

Un moteur à caoutchouc est un entraînement rotatif simple et léger avec stockage d'énergie mécanique-élastique. Généralement, il est utilisé dans des modèles simples d'avions à voilure fixe pour entraîner une hélice pendant une période limitée. 

## Histoire

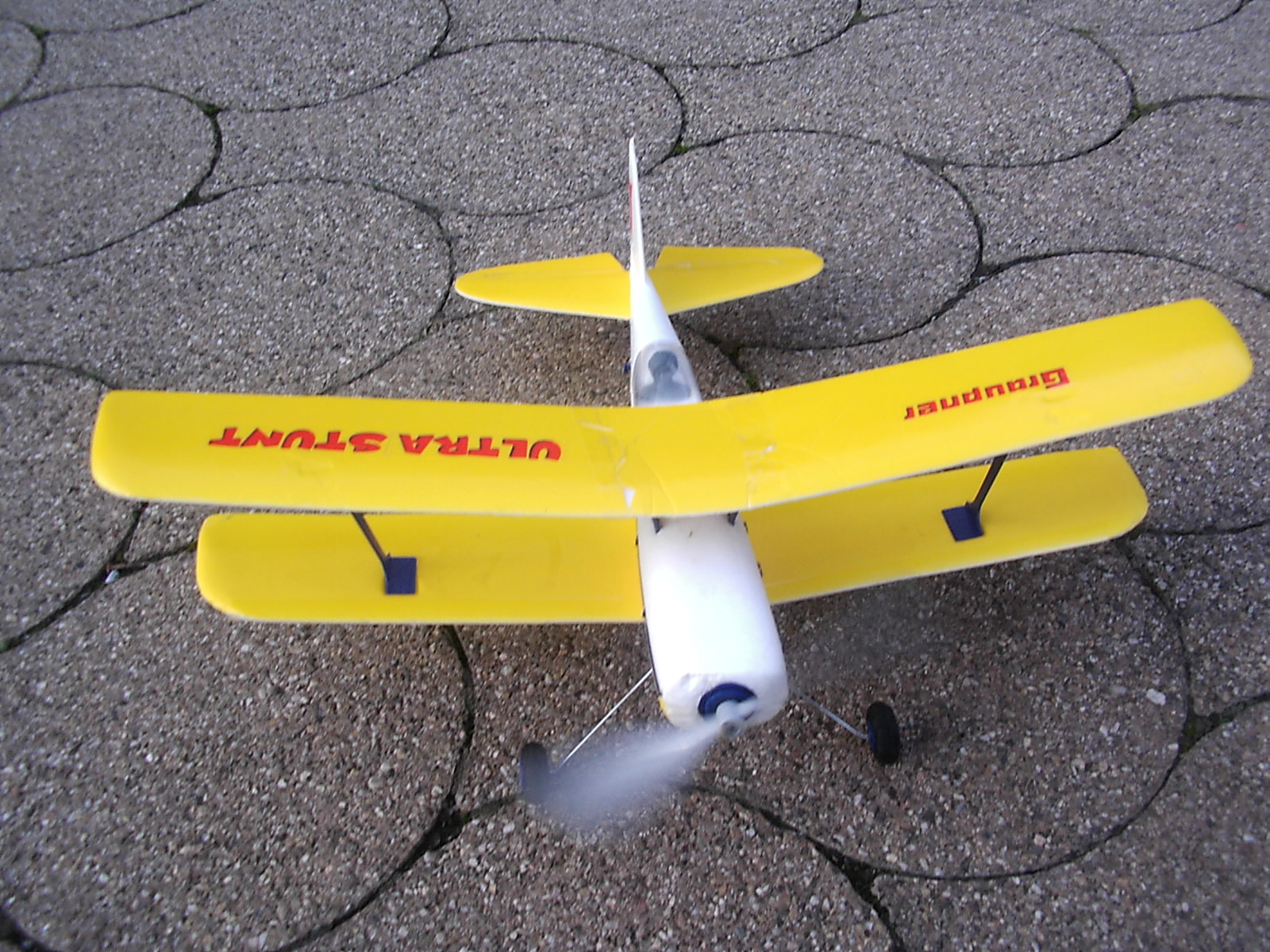
Graupner Ultra Stunt

Le moteur à caoutchouc a été développé vers 1870 par l'ingénieur français Alphonse Pénaud. 

## Frein thermique
Pour qu'un modèle de planeur en vol circulaire - avec ou sans moteur en caoutchouc démarré à la main - risque moins de s'envoler dans de bons thermiques, il est possible d'installer un frein thermique, également basé sur un élastique tendu.
Pour une longue durée de vol, le modèle - sans radiocommande - est réglé pour un vol circulaire et un faible taux de chute ou un large plané. En effectuant un lestage approprié et en réglant les gouvernails et les surfaces de contrôle.
Un élastique est fixé à l'empennage de manière à pouvoir le replier fortement à l'arrière jusqu'à une butée fixe, ce qui ralentit le vol vers l'avant et provoque un enfoncement rapide. Ceci est empêché pour l'instant par un autre anneau en caoutchouc, qui fixe l'empennage vers le bas en position de vol.
Un morceau de fil de coton relié au deuxième anneau en caoutchouc et qui pend librement à l'arrière sert de déclencheur de temporisation : trempé dans du sel et séché, il brille en vol à une certaine vitesse et finit par brûler le caoutchouc 2 et donc par le couper, activant ainsi la corde en caoutchouc 1.
Le déclenchement par cordon lumineux est documenté pour 1967,. Le cordon lumineux avec un diamètre de 6 mm et une graduation en minutes est encore disponible aujourd'hui.
SIG recommande d'installer le cordon lumineux dans un « snuffer tube ».
Vers 1970, un Allemand a signalé un incendie dans un champ de céréales causé par un cordon lumineux.
Un dispositif à cordon lumineux n'a qu'une masse d'environ 1 gramme. 

## Caoutchouc
SIG, USA, un distributeur, propose des élastiques synthétiques en largeurs de 3,2 et 4,8 mm (1/8 et 3/16 po) et en longueurs de 25 à 475 pieds. Le plus grand paquet (1/8" × 475 ft.) pèse 1 lb.
La lubrification du caoutchouc augmente sa durée de vie. 